# Kamionka (powiat łukowski)
Kamionka – wieś w Polsce położona w województwie lubelskim, w powiecie łukowskim, w gminie Stoczek Łukowski.
| SIMC    | Nazwa   | Rodzaj    |
| ------- | ------- | --------- |
| 0691429 | Piaski  | część wsi |
| 0691435 | Wiśniów | część wsi |

W latach 1975–1998 miejscowość należała administracyjnie do województwa siedleckiego.
Wieś stanowi sołectwo w gminie Stoczek Łukowski. Według Narodowego Spisu Powszechnego z roku 2011 wieś liczyła 163 mieszkańców.
Wierni Kościoła rzymskokatolickiego należą do parafii Niepokalanego Serca Najświętszej Maryi Panny w Wilczyskach lub do parafii Wniebowzięcia Najświętszej Maryi Panny w Stoczku Łukowskim.